# Seznam ameriških raziskovalcev
Seznam ameriških raziskovalcev.

## A
- Delia Akeley - Roy Chapman Andrews -

## B
- Rollo Beck - William Beebe - Hiram Bingham III. - Stephen Bishop (raziskovalec) - Daniel Boone - William Bradford (slikar) - Jim Bridger - Lafayette Bunnell - Daniel Maynard Burgess - Richard E. Byrd -

## C
- Jonathan Carver - George Catlin - William Clark - Floyd Collins - Frederick Cook - Merian Caldwell Cooper - Patricia Crowther -

## D
- George W. DeLong - Donald B. MacMillan - George Drouillard -

## F
- Edmund Fanning - John C. Frémont -

## G
- Christopher Gist - Hugh Glass - John Alan Glennon - Robert Gray -

## H
- Charles Francis Hall - Harriet Chalmers Adams - Isaac Israel Hayes - Matthew Henson -

## K
- Elisha Kane - George Kennan - Simon Kenton -

## L
- Joseph Nisbet LeConte - John Ledyard - Meriwether Lewis - Stephen Harriman Long - William Ludlow - Waldo K. Lyon -

## M
- John Muir -

## P
- Robert Peary - Zebulon Pike - John Wesley Powell - George P. Putnam -

## R
- Joseph Rock -

## S
- Paul Allen Siple - Jedediah Smith - Henry Morton Stanley - John Lloyd Stephens - Isaac Strain -

## W
- Langdon Warner - Henry Washburn - Charles Wilkes -